# Peter Lika
Peter Lika (* 1947 in Augsburg) ist ein deutscher Konzert- und Opernsänger in der Stimmlage Bass. 

## Leben
Peter Lika begann seine Gesangslaufbahn als Knabensolist der Regensburger Domspatzen. Er sang den Elias und den Paulus in den gleichnamigen Oratorien von Felix Mendelssohn Bartholdy und den Moses in Max Bruchs einzigem Oratorium. Erfolge hatte er auch mit der Gestaltung der Titelpartien in Joseph Haydns Die Schöpfung und Die Jahreszeiten. 
Lika arbeitete unter anderem mit den Dirigenten Kurt Masur, Peter Schreier, Helmuth Rilling, John Eliot Gardiner, Neville Marriner, Roger Norrington, Sergiu Celibidache und Philippe Herreweghe. Er hatte Aufführungen mit dem Gewandhausorchester Leipzig, den Bamberger Symphonikern, dem Chicago Symphony Orchestra, dem Israel Philharmonic Orchestra und nahezu allen deutschen Rundfunkorchestern. Ihn zeichnen unter anderem ein umfangreiches Repertoire und langjährige Erfahrungen auch in der Alten Musik aus. In Likas Repertoire finden sich auch Liedprogramme, u. a. nahm er mit Wolfgang Sawallisch das Vokalwerk Franz Schuberts auf. Lika ist verheiratet und hat sechs Söhne, zwei aus erster und vier aus zweiter Ehe, darunter Benedikt Lika und die zwei Sänger Matthias und Maximilian Lika.

## Diskografie
- Johann Sebastian Bach: Matthäus-Passion (BWV 244) unter der Leitung von Gustav Leonhardt, zusammen mit René Jacobs, David Cordier, Christoph Prégardien, Markus Schäfer, John Elwes, Max van Egmond, Klaus Mertens, Tölzer Knabenchor, La Petite Bande, Männerchor der La Petite Bande (1990, Dhm/Sony BMG, 3-CD-Box)
- Joseph Haydn: Die Jahreszeiten (Oratorium) Hob. XXI:3 unter der Leitung von Sigiswald Kuijken, zusammen mit Krisztina Laki, Helmut Wildhaber, Choir Of The Flanders Opera, La Petite Bande (1992, Virgin Cla/EMI, 2-CD-Box)
- Felix Mendelssohn Bartholdy: Paulus op. 36 unter der Leitung von Joshard Daus, zusammen mit Hellen Kwon, Elzbieta Ardam, Hans-Peter Blochwitz, Bach-Ensemble der Europa Chor-Akademie, SWR-Sinfonieorchester Baden-Baden und Freiburg (1998, Arte Nova/Sony BMG, 2-CD-Box)
- Felix Mendelssohn Bartholdy: Oratorium Elias unter der Leitung von Jürgen Budday, zusammen mit Heidi Elisabeth Meier (Sopran), Jolantha Michalska-Taliaferro (Alt), Hans Peter Blochwitz (Tenor), Kantorei Maulbronn, Mitglieder des SWR-Sinfonieorchesters (Konzertmitschnitt, 2003, Edition Kloster Maulbronn, K&K Verlagsanstalt, 2-CD-Box)
- Max Bruch: Oratorium Moses unter der Leitung von Jürgen Budday, zusammen mit Birgitte Christensen (Sopran), Stefan Vinke (Tenor), Kantorei Maulbronn, Russische Kammerphilharmonie St. Petersburg (Konzertmitschnitt, 2005, Edition Kloster Maulbronn, K&K Verlagsanstalt, 2-CD-Box)